# Proveïdor de continguts
Els proveïdors de contingut són els que creen els diferents tipus de continguts de televisió que es distribueixen per la majoria de canals existents: cinemes, xarxes de televisió, canals especialitzats, canals de pagament, de pagament per visió, etc.